# (500881) 2013 JM64
(500881) 2013 JM64, também escrito como (500881) 2013 JM64, é um objeto transnetuniano que está localizado no cinturão de Kuiper, uma região do Sistema Solar. Este corpo celeste é classificado como um provável cubewano. Ele possui uma magnitude absoluta de 8,2 e tem um diâmetro estimado de 101 quilômetros.

## Descoberta
(500881) 2013 JM64 foi descoberto no dia 8 de maio de 2013 pelo Outer Solar System Origins Survey.

## Órbita
A órbita de (500881) 2013 JM64 tem uma excentricidade de 0,052 e possui um semieixo maior de 42,503 UA. O seu periélio leva o mesmo a uma distância de 40,294 UA em relação ao Sol e seu afélio a 44,711 UA.